# لسکی
لسکی (به لاتین: Lyski) یک روستا در لهستان است که در گمینا لسکی واقع شده‌است. لسکی ۱٬۸۰۰ نفر جمعیت دارد.